# Adam Kornacki
Adam Kornacki (ur. 12 kwietnia 1975) – polski kierowca wyścigowy  i dziennikarz motoryzacyjny.

## Życiorys
W 1996 roku uzyskał licencję wyścigową. W WSMP zadebiutował rok później, startując w Pucharze Cinquecento. W debiucie 11 maja na Torze Poznań zakwalifikował się na 28. miejscu, a podczas wyścigu miał wypadek. W latach 1999–2004 startował w mistrzostwach Polski w rallycrossie, ścigając się Fiatem Cinquecento i Peugeotem 205.
Pod koniec lat 90. rozpoczął pracę jako dziennikarz motoryzacyjny, pisząc artykuły dla takich czasopism, jak „Motoexpress”, „Auto Sport” i „Motor”. Tworzył również programy dla Wizji TV. Po ukończeniu studiów został rzecznikiem prasowym Polskiego Związku Motorowego. W 2002 roku został zatrudniony przez TVN, dla którego produkował programy Delux i Rentgen. Od 2004 roku prowadzi program Zakup kontrolowany, nadawany w stacji TVN Turbo.
W 2005 roku powrócił do WSMP, rywalizując Hondą Civic i Hondą Integrą. W 2007 roku rozpoczął starty Porsche 997 GT3 w wyścigach długodystansowych. 19 maja wraz z Maciejem Stańcą i Łukaszem Komornickim wygrał rundę w Poznaniu. W 2008 roku przeszedł do zespołu Lukas Motorsport i zajął czwarte miejsce w klasyfikacji końcowej DSMP. Rok później wraz z Robertem Lukasem zdobył mistrzostwo Polski. W Grand Prix Polski zajął natomiast czwarte miejsce w klasyfikacji końcowej. W 2010 roku zajął piąte miejsce w klasyfikacji generalnej wyścigu 24h Dubaju. Rok później był natomiast ósmy.
5 marca 2025 Służby zatrzymały 10 osób, które mogły być zamieszane w sprawę Buddy ,który usłyszał zarzuty dotyczące "kierowania i udziału w zorganizowanej grupie przestępczej, której celem było popełnienie przestępstw karno-skarbowych związanych z organizowaniem uczestnictwa w grach losowych, wystawianiem nierzetelnych, poświadczających nieprawdę faktur VAT oraz praniem brudnych pieniędzy". Wśród zatrzymanych ma być prezenter TVN Turbo.
30 czerwca 2025 prokuratura skierowała do Sądu Okręgowego w Katowicach akt oskarżenia przeciwko niemu oraz Patrykowi Mikiciukowi. Obaj mężczyźni mieli w nocy z 11 na 12 października 2024 w Katowicach dopuścić się do doprowadzenia dwóch kobiet do obcowania płciowego bez ich zgody. 